# Љубомир Моравчик
Љубомир Моравчик (22. јун 1965) бивши је словачки фудбалер.

## Каријера
Током каријере играо је за Њитра, Сент Етјен, Селтик и многе друге клубове.

## Репрезентација
За репрезентацију Чехословачке дебитовао је 1987. године, а био је и у саставу тима током Светског првенства 1990. године. 

## Статистика
| Чехословачка | Чехословачка | Чехословачка |
| Год.         | Ута.         | Гол.         |
| ------------ | ------------ | ------------ |
| 1987         | 1            | 0            |
| 1988         | 3            | 0            |
| 1989         | 8            | 1            |
| 1990         | 12           | 1            |
| 1991         | 6            | 2            |
| 1992         | 6            | 1            |
| 1993         | 6            | 1            |
| Укупно       | 42           | 6            |
| Словачка     |              |              |
| Год.         | Ута.         | Гол.         |
| 1994         | 6            | 2            |
| 1995         | 8            | 0            |
| 1996         | 5            | 1            |
| 1997         | 3            | 0            |
| 1998         | 10           | 3            |
| 1999         | 0            | 0            |
| 2000         | 6            | 0            |
| Укупно       | 38           | 6            |